# História de Varsóvia

Visão panorâmica de Varsóvia, no século XXI.

As origens da cidade de Varsóvia remontam à Idade Média e por isso a cidade Velha ou Stare Miasto é um burgo muralhado (reconstruído meticulosamente) que é da Idade Média e da época do Renascimento. Mas o crescimento da cidade inicia-se verdadeiramente no século XIV, em redor do castelo dos Duques de Masóvia, sendo elevada a capital do reino nos finais do século XVI, após o incêndio de Carcóvia. Foi ocupada pelos Suecos e pelos Russos diversas vezes e fez parte do Império Francês de Napoleão Bonaparte como capital do grão-ducado de Varsóvia.
Em 1939, Varsóvia reunia 1 290 000 habitantes, dos quais 35% eram judeus. Destes, em 1940, os alemães encerraram 450 mil num gueto murado, onde permaneciam até serem enviados para os campos de concentração. Os sobreviventes do referido gueto foram transferidos e este foi arrasado após a revolta judaica de 1943. No Verão que se seguiu, a cidade foi alvo de destruição sistemática, após uma revolta chefiada pela Resistência Polaca, quando o Exército Vermelho se encontrava às portas da cidade. Posteriormente, e após uma luta com os alemães, que durou 63 dias, estes foram derrotados, embora com muitas vítimas polacas (a maior parte daqueles que ficaram na cidade). Quando Varsóvia foi libertada pelos russos, dois em cada três dos habitantes que nela viviam antes da guerra ou tinham morrido ou tinham sido deportados. A sua reconstrução procedeu-se no entanto de forma minuciosa, com as ajudas de outros países.
A capital possui muitas igrejas entre as quais podemos destacar a Catedral de S. João, construída do século XIV em estilo gótico; a Igreja de Santa Cruz, reconstruída no século XVI; os Monumentos dedicados às figuras ilustres de Segismundo III Vasa, Nicolau Copérnico, ao poeta Adam Mickiewiez, aos heróis do gueto de Varsóvia e aos da Resistência polaca durante a Segunda Guerra Mundial. Merecem também destaque especial o moderno Palácio da Cultura e Ciência; o Paço Real, que foi reaberto nos anos 80; os palácios das famílias nobres Radziwill e Potocki; os conventos e o Pałac Łazienkowski, um palácio construído no século XVII para o Príncipe Stanisław Lubomirski (1583–1649) e mais tarde tornado  Palácio Real de Verão do último soberano polaco, Estanislau II, o qual se situa no Parque Łazienki. A sul da Praça do Mercado ficam a Torre Barbacana e as ruínas do forte medieval.
O Centro Histórico de Varsóvia foi inscrito pela UNESCO em 1980 na lista do Património Mundial.